# Élections générales néo-brunswickoises de 2006
L'élection générale néo-brunswickoise de 2006 (appelée plus formellement la 56e élection générale) eut lieu le 18 septembre 2006 dans la province canadienne du Nouveau-Brunswick afin d'élire les députés à l'Assemblée législative du Nouveau-Brunswick. L'Association libérale du Nouveau-Brunswick, menée par Shawn Graham, remporta l'élection avec un mandat majoritaire, malgré avoir remporté moins de voix que le Parti progressiste-conservateur sortant (47,2 % contre 47,5 %).

## Déroulement de la campagne
La campagne électorale est qualifiée de « désorganisée et terne » par les analystes. Les plates-formes mises en avant par le Parti libéral et le Parti progressiste-conservateur se ressemblent tellement qu'il est difficile de les différencier. La chef du Nouveau Parti démocratique, Allison Brewer, va jusqu'à leur suggérer de faire campagne sur le même autobus pour économiser de l'essence.
Bernard Lord fait campagne sur l'expérience et le bilan de son gouvernement, citant sa capacité à équilibrer le budget. Shawn Graham se présente comme un agent de changement, soulevant les inquiétudes des électeurs sur l'émigration des jeunes vers l'ouest du pays, faute d'emplois. Le Nouveau Parti démocratique de Allison Brewer manque d'argent et ne réussit pas à présenter des candidats dans toutes les circonscriptions.

## Résultats
| Parti | Parti                     | Chef           | # de candidats | Sièges | Sièges      | Sièges | Sièges  | Voix    | Voix   | Voix    |
| Parti | Parti                     | Chef           | # de candidats | 2003   | Dissolution | Élus   | % Diff. | #       | %      | Diff.   |
| ----- | ------------------------- | -------------- | -------------- | ------ | ----------- | ------ | ------- | ------- | ------ | ------- |
|       | Libéral                   | Shawn Graham   | 55             | 26     | 26          | 29     | +11,5 % | 176 551 | 47,2 % | + 2,8 % |
|       | Progressiste-conservateur | Bernard Lord   | 55             | 28     | 28          | 26     | -7,1 %  | 177 718 | 47,5 % | +2,1 %  |
|       | NPD                       | Allison Brewer | 48             | 1      | -           | -      | -100 %  | 19 153  | 5,1 %  | -4,6 %  |
|       | Indépendant               | Indépendant    | 4              | -      | 1           | -      | -       | 935     | 0,2 %  |         |
| Total | Total                     | Total          | 162            | 55     | 55          | 55     | 374 357 |         |        |         |

## Sources
- Le Parti libéral prend le pouvoir et sera majoritaire (Presse canadienne, 18 septembre 2006)

- (en) Cet article est partiellement ou en totalité issu de l’article de Wikipédia en anglais intitulé « New Brunswick general election, 2006 » (voir la liste des auteurs).